# Lagocheirus funestus
Lagocheirus funestus es una especie de escarabajo longicornio del género Lagocheirus, tribu Acanthocinini, subfamilia Lamiinae. Fue descrita científicamente por Thomson en 1865.

## Descripción
Mide 21,1-30 milímetros de longitud.

## Distribución
Se distribuye por Australia, México y Estados Unidos.